# الخلافة الشريفية
الخلافة الشريفية هي الخلافة العربية التي أعلنها حاكم الحجاز الشريف الحسين في عام 1924، بعد سقوط الخلافة العثمانية.

## التاريخ
كانت فكرة الخلافة الشريفية متداولة منذ القرن الخامس عشر على الأقل. :42 في نهاية القرن التاسع عشر، بدأت تكتسب الفكرة أهمية بسبب تراجع الدولة العثمانية، التي هُزمت في الحرب الروسية العثمانية (1877-1878). ومع ذلك، فلم تنل فكرة الخلافة الشريفية رضى الحكام الآخرين بما يشكل تأييدًا واسع النطاق على مستوى المشرق العربي أو في أي مكان آخر لهذه المسألة.:43–44
ألغيت السلطنة العثمانية في 1 نوفمبر 1922، في خضم حرب الاستقلال التركية. ومع ذلك، تم الاحتفاظ بمنصب الخليفة لمدة ستة عشر شهرًا إضافيًا، حيث كان يشغلها عبد المجيد الثاني. شغل منصب الخليفة تحت رعاية الجمهورية التركية التي تأسست حديثًا حتى 3 مارس 1924، عندما ألغت الجمعية الوطنية الكبرى لتركيا الخلافة رسميًا.أعلن الحسين بن علي نفسه خليفة تمت له البيعة في عمّان والقدس، :241 وقد أقام شرعية إعلانه الخلافة على شرعية النسب الهاشمي العلوي وحكمه لأقدس المساجد، المسجد الحرام والمسجد النبوي (المعروفان باسم الحرمين الشريفين ). وقد كانت حيازة الحرمين شرطًا لا غنى عنه لأي خليفة. :12 وفقا لصحيفة التايمز، أرسل محمد السادس ، آخر سلطان عثماني والخليفة العثماني قبل الأخير، برقية دعم إلى الحسين بعد أن أعلن نفسه خليفة.:240 ومع ذلك، فشلت خلافة الملك الحسين في الحصول على اعتراف واسع النطاق من الوطن العربي الذي كان لا يزال مستعمرًا آنذاك، وانتهت عندما اضطرت الأسرة الهاشمية إلى الخروج من منطقة الحجاز بعد أن استولت عليها قوات ابن سعود (مؤسس المملكة العربية السعودية اليوم) في 1924-1925.:248

## المحاولة الأخيرة

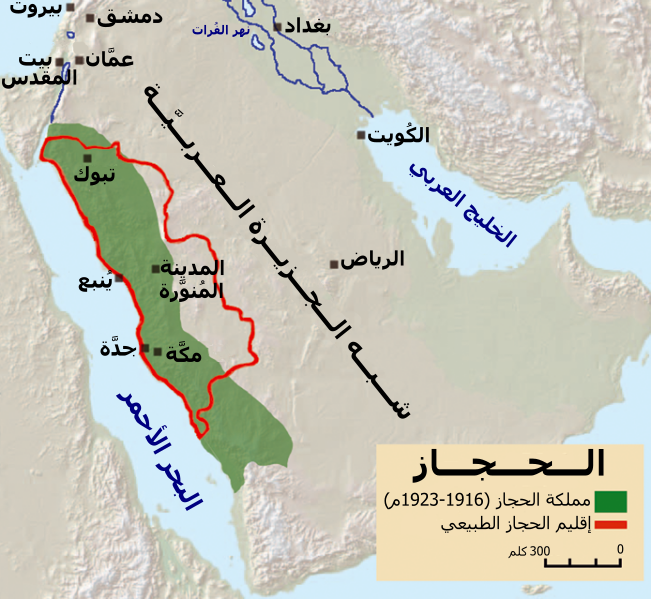
خريطة مملكة الحجاز باللون الأخضر والمنطقة الجغرافية للحجاز باللون الأحمر.

آخر محاولة لاستعادة الخلافة وحكمها قام بها الحسين بن علي الهاشمي، ملك الحجاز وشريف مكة، الذي تولى في 11 مارس 1924 واحتفظ بهما حتى 3 أكتوبر 1924، عندما نقل الملك إلى ابنه علي بن الحسين الهاشمي، الذي لم يتبنَّ منصب الخليفة وأسلوبه. [وثِّق الاقتباس]

## قائمة المراجع
- Teitelbaum، Joshua (2001). The Rise and Fall of the Hashimite Kingdom of Arabia. London: C. Hurst & Co. Publishers. ISBN:978-1-85065-460-5. مؤرشف من الأصل في 2020-01-28.